# Anetan

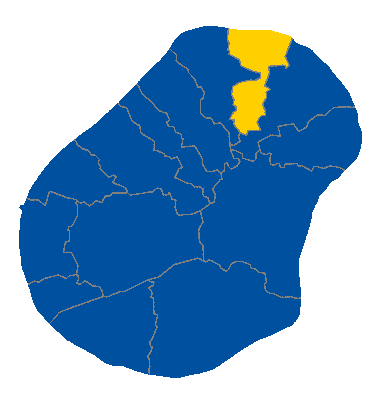
Localização de Anetan

Anetan é um distrito de Nauru. Está localizado no norte da ilha, possui uma população de 880 habitantes e uma área de 1,0 km².